# Мягкий, Михаил Васильевич
Михаил Васильевич Мягкий (1922—1943) — красноармеец Рабоче-крестьянской Красной Армии, участник Великой Отечественной войны, Герой Советского Союза (1944).

## Биография
Михаил Мягкий родился 22 сентября 1922 года по одним данным в селе Клугино-Башкировка (ныне — село в составе Чугуевского городского совета Харьковской области Украины), по другим данным в селе Ровеньки (ныне Ровеньского района Белгородской области).
Окончил семь классов школы. В 1941 году Мягкий был призван на службу в Рабоче-крестьянскую Красную Армию. С того же года — на фронтах Великой Отечественной войны.
К весне 1943 года гвардии красноармеец Михаил Мягкий был минёром 10-го гвардейского отдельного батальона минёров 43-й армии Калининского фронта. В составе отряда минёров он был заброшен в немецкий тыл на территорию Смоленской области с целью диверсий на железных дорогах. 8 мая 1943 года группа, в которую входили минёры Ефимов, Безруков, Базылев, Колосов и Горячев, совершила диверсию в районе станции Лелеквинская Руднянского района, но была окружена противником. Сумев прорваться к высоте у деревни Княжино, 12 мая минёры заняли круговую оборону и отстреливались до последнего патрона, после чего пошли врукопашную и погибли. Все минёры похоронены в деревне Микулино Руднянского района.
Указом Президиума Верховного Совета СССР от 4 июня 1944 года за «образцовое выполнение боевых заданий командования на фронте борьбы с немецкими захватчиками и проявленные при этом мужество и героизм» гвардии красноармеец Михаил Мягкий посмертно был удостоен высокого звания Героя Советского Союза. Также посмертно был награждён орденом Ленина. Навечно зачислен в списки личного состава воинской части.